# 弗蘭蒂爾冰原島峰
78°21′S 88°6′W / 78.350°S 88.100°W
弗蘭蒂爾冰原島峰（英語：Frontier Nunataks），是南極洲的冰原島峰，位於埃爾斯沃思地，屬於埃爾斯沃思山脈的一部分，處於森蒂納爾嶺以西40公里，現時由南極條約體系管理。